# Liste der Baudenkmale in Lindenau (Oberlausitz)
In der Liste der Baudenkmale in Lindenau sind alle Baudenkmale der brandenburgischen Gemeinde Lindenau aufgelistet. Grundlage ist die Veröffentlichung der Landesdenkmalliste mit dem Stand vom 31. Dezember 2020. Die Bodendenkmale sind in der Liste der Bodendenkmale in Lindenau (Oberlausitz) aufgeführt.

## Baudenkmale
In den Spalten befinden sich folgende Informationen:
- ID-Nr.: Die Nummer wird vom Brandenburgischen Landesamt für Denkmalpflege vergeben. Ein Link hinter der Nummer führt zum Eintrag über das Denkmal in der Denkmaldatenbank. In dieser Spalte kann sich zusätzlich das Wort Wikidata befinden, der entsprechende Link führt zu Angaben zu diesem Denkmal bei Wikidata.
- Lage: die Adresse des Denkmales und die geographischen Koordinaten. Link zu einem Kartenansichtstool, um Koordinaten zu setzen. In der Kartenansicht sind Denkmale ohne Koordinaten mit einem roten beziehungsweise orangen Marker dargestellt und können in der Karte gesetzt werden. Denkmale ohne Bild sind mit einem blauen bzw. roten Marker gekennzeichnet, Denkmale mit Bild mit einem grünen beziehungsweise orangen Marker.
- Bezeichnung: Bezeichnung in den offiziellen Listen des Brandenburgischen Landesamtes für Denkmalpflege. Ein Link hinter der Bezeichnung führt zum Wikipedia-Artikel über das Denkmal.
- Beschreibung: die Beschreibung des Denkmales
- Bild: ein Bild des Denkmales und gegebenenfalls einen Link zu weiteren Fotos des Baudenkmals im Medienarchiv Wikimedia Commons

| ID-Nr.            | Lage                                               | Bezeichnung | Beschreibung | Bild |
| ----------------- | -------------------------------------------------- | --- | --- | --- |
| 09120230 Wikidata | (Lage)                                             | Schlosskirche | Die evangelische Schloss- und Dorfkirche wurde 1668 erbaut. Restauriert wurde die Kirche 1908. Die Kanzel stammt aus dem Jahr 1635.                                                                     | weitere Bilder |
| 09120210 Wikidata | (Lage)                                             | Schloss und Schlosspark | An der Stelle des heutigen Schlosses befand sich ursprünglich eine Wasserburg. Im Jahr 1584 wurde das jetzige Schloss im Stil der Renaissance erbaut. Von 1952 bis 1995 war das Schloss ein Kinderheim. | weitere Bilder |
| 09120163 Wikidata | ()                                                 | Grabstätte Walter Besig, auf dem Friedhof                                                                                    | Grabstätte Walter Besig | Grabstätte Walter Besig, auf dem Friedhof                                                                                    |
| 09120322          | Hauptstraße 2, Platz der Einheit 1-3, 3a, 4 (Lage) | Gutsanlage, bestehend aus Torhaus, Pferdestall, Brennerei mit Nebengebäude, Wohnhaus, Gärtnerhaus, Gärtnerei und Pflasterung | | Gutsanlage, bestehend aus Torhaus, Pferdestall, Brennerei mit Nebengebäude, Wohnhaus, Gärtnerhaus, Gärtnerei und Pflasterung |